# Chthonius gasparoi
Chthonius gasparoi är en spindeldjursart som beskrevs av Giulio Gardini 1989. Chthonius gasparoi ingår i släktet Chthonius och familjen käkklokrypare. Inga underarter finns listade i Catalogue of Life.